# Симоненко Володимир Степанович
Володи́мир Степа́нович Симоне́нко  (нар. 28 липня 1940, Кіровоград — пом. 2 червня 1998, Київ) — український джазовий піаніст, музикознавець, музично-громадський діяч, заслужений працівник культури України (1995).

## Життя і творчість
Музичну освіту здобув у Київській спеціальній школі-десятирічці ім. М. В. Лисенка.
- З 1957 по 1962 — працює піаністом, аранжувальником, керівником естрадних, танцювальних і джазових ансамблів та оркестрів, у тому числі — піаністом естрадного оркестру Будинку культури Київського трамвайно-тролейбусного управління «Мелодія» п/к Іллі Гасса (1957—1958), керівником естрадних оркестрів Будинку культури «Харчовик» (1958), клубу Київського мотоциклетного заводу (1959—1960), піаністом Естрадно-молодіжного ансамблю Центрального будинку працівників мистецтв УРСР п/к Костянтина Ходоса (1960—1962), керівником тріо Київського державного педагогічного інституту ім. Максима Горького (1961—1962).
- З 1960 виступає з лекціями про джаз.
- В 1962 засновує перший джаз-клубу в Україні, займається організацією джазових концертів. Член ради молодіжного кафе-клубу «Мрія» (1962—1964).
- В кінці 1960-х навчається на філологічному факультет Київського державного університету ім. Т. Г. Шевченка, який закінчує у 1971 р.
- З 1966 працює в журі всесоюзних і республіканських фестивалів і джазових конкурсів: у Києві — 1966, 1987, 1995; Дніпропетровську — 1968, 1981, 1982; Донецьку — 1971, 1973, 1981; Каунасі — 1975; Одесі — 1983; Рівному та Луганську — 1989.
- З 1967 по 1969 — музичний керівник Федерації молодіжних клубів («ФМК-67»).
- З 1967 по 1977 — музичний редактор, заступник головного редактора видавництва «Музична Україна».
- З 1968 по 1973 — редактор-упорядник збірника популярних естрадних пісень «Музична орбіта» (33 випуски). Автор першої в Україні книги про джаз — «Мелодії джазу» (1970). Редактор журналу «Естрада-72».
- У 1977–1987 — заступник директора Українського відділення Музичного фонду СРСР. З 1987 — директор Українського республіканського відділення Центру музичної інформації і пропаганди радянської музики Спілки композиторів СРСР (з 1990 — Центр музичної інформації Спілки композиторів України).
- У 1978–1979 вів на Українському радіо цикл передач «Абетка джазу», брав участь у першій передачі про джаз на Українському телебаченні (1982).
- У 1980 організував за сприяння А. Бондаренка у Київському державному музичному училищі ім. Р. М. Гліера відділення естрадно-джазового виконавства, де працював до 1983 завідувачем відділу і викладачем курсу історії джазу.
- З 1980 — голова та член журі Член художньої ради по театральному і музичному мистецтву Міністерства культури УРСР (секція музичного та естрадного мистецтва).
- З 1986 — голова Центрального організаційного комітету міжнародних, всесоюзних і республіканських музичних фестивалів в Україні «Голосієве». Член Центральної ради Радянської джазової федерації (з 1988).
- У 1990 очолив дирекцію Міжнародних музичних фестивалів Спілки композиторів України («Київ Музик Фест», Міжнародний форум музики молодих, «Музичні прем'єри сезону»).
- З 1995 — Президент Джазової асоціації України.

Володимир Симоненко — автор численних статей, рецензій, анотацій до грамплатівок. Брав участь у конференціях і семінарах, розробляв програми, навчальні плани, редагував видання. Член редколегії довідника «Музичний реєстр України. 1997—1998». Автор статей про джаз до «Української музичної енциклопедії» та «Енциклопедії сучасної України».
Почесний член джаз-клубів Оломоуца (Чехія, з 1959), Братислави (Словаччина, з 1963) та Дніпропетровська (з 1968). Біографію С. включено до 26-го видання «Dictionary Of International Biography» (1997) Кембріджського міжнародного біографічного центру (Велика Британія). Нагороджений ювілейною медаллю з нагоди 50-річчя Люблінської державної філармонії ім. Г.Венявського (Польща, 1996). Лауреат Міжнародної премії «Дружба» (1995).

## Твори
- Jazz u SSSR // Ritam. Novi Sad, Jugoslavija, 1963. № 30; 1964, № 31, 32; Ленінградський діксіленд // Музика. 1970. № 6;
- Мелодии джаза. К., 1970, 1972, 1976, 1984; София, 1980, 1982;
- Про радянський джаз // Музика. 1973. № 3;
- Горват І., Вассербергер І. Основи джазової інтерпретації / Спеціальна редакція, передмова та словник. К., 1980;
- Лексикон джаза. К., 1981;
- От бамбулы до рэгтайма // Джаз и фортепианная музыка первой половины ХХ века/ Сост. Н. С. Замороко, В. С. Симоненко. В.1. К., 1987;
- Мріє, не зрадь… // Молода гвардія. 1988. 10 лютого;
- Джаз «покоряет» Европу // Джаз и фортепианная музыка первой половины ХХ века/ Сост. Н. С. Замороко, В. С. Симоненко. В.2. К., 1989.
- Українська енциклопедія джазу. — К.: Центрмузінформ, 2004. — 232 с. (звантажити) [Архівовано 4 березня 2016 у Wayback Machine.]

### Публікації
- Полный джаз Выпуск # 36 (274) — 6 октября 2004 г. [Архівовано 4 липня 2007 у Wayback Machine.]
- Джаз в майском Киеве
- Людина джазу